# .44 Magnum
.44 Remington Magnum или просто .44 Magnum — револьверный боеприпас высокой мощности, разработанный на базе удлиненного патрона .44 S&W Special; помимо револьверов используется в некоторых карабинах и винтовках. Несмотря на обозначение калибра ".44", пули имеют диаметр около 10,9 мм (0,429-0,430 дюйма). Также встречается под названиями 11.18×33 R / SAA 6520 / XCR 11 032 CBC 010 / 10,9×32,5 R мм. Благодаря значительному убойному эффекту, может использоваться как охотничий патрон и вполне подходит для среднеразмерной дичи (вплоть до оленя вапити). Есть сведения об успешном использовании этого патрона для охоты на африканского буйвола.

## Спецификации
Типичный патрон калибра .44 Magnum с пулей весом 16,2 грамма имеет дульную скорость около 391 м/с и энергию порядка 1300 Джоулей. С пулей весом 12,24 грамма начальная скорость может достигать 450 м/с, но отдача оружия и звук выстрела при этом становятся труднопереносимыми. Вследствие этих факторов патрон .44 Magnum крайне редко используется для практических целей (в служебном оружии или для самообороны). Впрочем, несмотря на огромную мощность патрона, существует небольшое количество пистолетов, способных использовать этот патрон, в том числе и широко известный “Desert Eagle”. 
Стоит отметить, что в оружии с длиной ствола 56–61 см. пуля весом 15,6–16,2 г приобретает еще большую скорость и энергию (соответственно 524 м/с и 2142 Дж), что сопоставимо с показателями пули автомата Калашникова.
Несмотря на то, что данный боеприпас считался в своё время "самым мощным в мире", в данный момент он уступает по мощи патронам .454 Casull, .460 Smith & Wesson Magnum, .480 Ruger, .500 Magnum и .50 AE.

## Оружие под патрон .44 Magnum
- L.A.R. Grizzly Win Mag
- Desert Eagle
- Smith & Wesson Model 29
- Smith & Wesson Model 629
- Colt Anaconda
- .44 Automag
- .44 Magnum Ruger Blackhawk
- Marlin Model 1894
- Ruger Deerfield Carbine
- Amadeo Rossi R 92